# 승모판 역류
승모판 역류 또는 승모판 폐쇄부전증은 판막의 변성에 의해 심장의 승모판 폐쇄가 잘 일어나지 않아 심근 수축력이 감소한 상태이다. 심장의 수축기 기능장애의 원인이 된다.